# Jan Patrick Zeller
Jan Patrick Zeller (* 1981) ist ein deutscher Slawist und Hochschullehrer.

## Leben
Nach dem Studium (2001–2007) der Slavischen Philologie und der Germanistik in Oldenburg, St. Petersburg und Krakau war er von 2008 bis 2017 wissenschaftlicher Mitarbeiter am Institut für Slavistik, Universität Oldenburg. Nach der Promotion 2014 an der Universität Oldenburg war er von 2017 bis 2021 Juniorprofessor für Slavistische Linguistik mit dem Schwerpunkt Westslavistik / Polonistik sowie einer weiteren Slavine, Universität Hamburg. Seit 2021 ist er Inhaber des Lehrstuhls für Slawische Sprachwissenschaft an der Universität Greifswald.

## Schriften (Auswahl)
- Phonische Variation in der weißrussischen „Trasjanka“. Sprachwandel und Sprachwechsel im weißrussisch-russischen Sprachkontakt. Oldenburg 2015, ISBN 978-3-8142-2328-5.
- mit Bernhard Kittel, Diana Lindner, Mark Brüggemann und Gerd Hentschel: Sprachkontakt – Sprachmischung – Sprachwahl – Sprachwechsel. Eine sprachsoziologische Untersuchung der weißrussisch-russisch gemischten Rede „Trasjanka“ in Weißrussland. Berlin 2018, ISBN 3-631-74662-8.